# Argelia en los Juegos Paralímpicos de Río de Janeiro 2016
Argelia estuvo representada en los Juegos Paralímpicos de Río de Janeiro 2016 por un total de 60 deportistas, 34 hombres y 26 mujeres.

## Medallistas
El equipo paralímpico argelino obtuvo las siguientes medallas:
| Nombre          | Deporte   | Evento                         |
| --------------- | --------- | ------------------------------ |
| Oro             |           |                                |
| Nasima Saifi    | Atletismo | Disco F57 femenino             |
| Asmahan Buyadar | Atletismo | Peso F33 femenino              |
| Abdelatif Baka  | Atletismo | 1500 m T13 masculino           |
| Samir Nuiua     | Atletismo | 1500 m T46 masculino           |
| Plata           |           |                                |
| Munia Gasmi     | Atletismo | Maza F32 femenino              |
| Nasima Saifi    | Atletismo | Peso F57 femenino              |
| Mohamed Berahal | Atletismo | 100 m T51 masculino            |
| Lahuari Bahlaz  | Atletismo | Peso F32 masculino             |
| Kamel Karyena   | Atletismo | Peso F33 masculino             |
| Bronce          |           |                                |
| Nadia Meymej    | Atletismo | Jabalina F56 femenino          |
| Nadia Meymej    | Atletismo | Peso F57 femenino              |
| Linda Hamri     | Atletismo | Salto de longitud T12 femenino |
| Mohamed Hamumu  | Atletismo | 400 m T13 masculino            |
| Sofian Hamdi    | Atletismo | 400 m T37 masculino            |
| Mayid Yemai     | Atletismo | 1500 m T37 masculino           |
| Cherin Abdelaui | Yudo      | –52 kg femenino                |